# Diethelm Triemer
Diethelm Triemer (* 23. Juli 1954 in Woltersdorf) ist ein ehemaliger deutscher Motorradsportler, der in der DDR tätig war. 

## Karriere
Die sportliche Laufbahn von Diethelm Triemer begann mit dem Motorrad-Trial beim MC Woltersdorf. Mit 20 Jahren verabschiedete er sich vom Trial und wechselte zum Bahnsport. In Lübbenau trainierte er lange mit Dietmar Lieschke; Lübbenau schaffte es in die 1. Liga.
Später zog Diethelm Triemer nach Güstrow um. Unter Trainer Fritz Suhrbier  fuhr er für den MC Güstrow und holte Titel auf der Speedway-Bahn.
Nachdem er seine sportliche Karriere beendet hatte, gründete er 1991 einen Bikershop mit Werkstatt. Bis 1992 war er noch als Jugendtrainer tätig.

## Sportliche Erfolge
46 DDR-Meisterschaften, darunter einmal Trial (1973), sieben Speedway-Einzeltitel, drei Sandbahn-Einzeltitel, zweimal Goldhelmgewinner in Teterow (1978/1980), Gewinner des Bergringpokals (1979) auf dem Teterower Bergring, dreimal Gewinner des „Goldenen Stahlschuhs“ (1979 bis 1981), Ostseepokalsieger 1982, Messepokalsieger. Auszeichnung: „Verdienter Meister des Sports“.